# Classe Pravda
Les sous-marins de classe Pravda («Правда») ou de classe P ont été construits pour la marine soviétique au milieu des années 1930. Ils ont d'abord servi de navires-écoles, puis ont servi plus tard pendant la Seconde Guerre mondiale pour principalement des fonctions de transport. Ils étaient destinés à fonctionner avec la flotte de surface, mais ne répondaient pas aux spécifications, en particulier pour la vitesse de surface. La conception initiale prévoyait des canons de 130 mm (5 pouces) pour l'action de surface. Ces bateaux eurent une longue période de construction, étant posés en 1931 et achevés en 1936.

## Conception
C'étaient des bateaux à double coque à huit compartiments. Leurs principaux défauts étaient des machines sous-alimentées, une longue période de plongée et une mauvaise tenue en mer. La faiblesse de la résistance de la coque a dû être corrigée par un raidissement et une réduction du poids. Il s'agissait des sous-marins soviétiques les moins performants de cette époque et ont été relégués à des fonctions secondaires une fois achevés. Les deux bateaux survivants avaient leurs tours passerelles de commandement reconstruites pour ressembler à la dernière classe K .

## Unités
Trois bateaux ont été construits par Ordzhinikidze Yard à Léningrad. Tous servis avec la flotte de la Baltique. Un quatrième bateau était prévu mais non posé.
| N° de coque | Nom           | Constructeur                            | Quille           | Lancement       | Mis en service | Notes                                                |
| ----------- | ------------- | --------------------------------------- | ---------------- | --------------- | -------------- | ---------------------------------------------------- |
| P-1 (П-1)   | Pravda Правда | Chantier naval de la Baltique Leningrad | 21 mai 1931      | 30 janvier 1934 | 9 juin 1936    | coulé au large de Hango, Finlande, 17 septembre 1941 |
| P-2 (П-2)   | Zvezda Звезда | Chantier naval de la Baltique Leningrad | 19 décembre 1931 | 25 février 1935 | 9 juin 1936    | désarmé en août 1944, démoli en 1952                 |
| P-3 (П-3)   | Iskra Искра   | Chantier naval de la Baltique Leningrad | 19 décembre 1931 | 4 décembre 1934 | 9 juillet 1936 | désarmé en août 1944, démoli en 1952                 |

### Articles externes
- (en) Pravda-class submarine - Site uboat.net
- (ru) Pravda-class
- Лодки IV серии - Site http://www.sovboat.ru/